# Seznam dílů seriálu Station 19
Toto je seznam dílů seriálu Station 19.

## Přehled řad
| Řada | Díly | Premiéra v USA     | Premiéra v USA  |
| Řada | Díly | První díl          | Poslední díl    |
| ---- | ---- | ------------------ | --------------- |
| 1    | 10   | 22. března 2018    | 17. května 2018 |
| 2    | 17   | 4. října 2018      | 16. května 2019 |
| 3    | 16   | 23. ledna 2020     | 14. května 2020 |
| 4    | 16   | 12. listopadu 2020 | 3. června 2021  |
| 5    | 18   | 30. září 2021      | 19. května 2022 |
| 6    | 18   | 6. října 2022      | 18. května 2023 |
| 7    | 10   | 14. března 2024    | 30. května 2024 |

## Seznam dílů

### První řada (2018)
| Č. v seriálu | Č. v řadě | Původní název       | Režie           | Scénář              | Premiéra v USA  |
| ------------ | --------- | ------------------- | --------------- | ------------------- | --------------- |
| 1            | 1         | Stuck               | Paris Barclay   | Stacy McKee         | 22. března 2018 |
| 2            | 2         | Invisible To Me     | Paris Barclay   | Stacy McKee         | 22. března 2018 |
| 3            | 3         | Contain the Flame   | Mary Lou Belli  | Wendy Calhoun       | 29. března 2018 |
| 4            | 4         | Reignited           | Dennis Smith    | Ilene Rosenzweig    | 5. dubna 2018   |
| 5            | 5         | Shock to the System | Milan Cheylov   | Anupam Nigam        | 12. dubna 2018  |
| 6            | 6         | Stronger Together   | Nzingha Stewart | Angela L. Harvey    | 19. dubna 2018  |
| 7            | 7         | Let it Burn         | James Hanlon    | Barbara Kaye Friend | 26. dubna 2018  |
| 8            | 8         | Every Second Counts | Marisol Adler   | Tia Napolitano      | 3. května 2018  |
| 9            | 9         | Hot Box             | Nicole Rubio    | Phillip Iscove      | 10. května 2018 |
| 10           | 10        | Not Your Hero       | Paris Barclay   | Stacy McKee         | 17. května 2018 |

### Druhá řada (2018–2019)
| Č. v seriálu | Č. v řadě | Původní název            | Režie            | Scénář                      | Premiéra v USA     |
| ------------ | --------- | ------------------------ | ---------------- | --------------------------- | ------------------ |
| 11           | 1         | No Recovery              | Paris Barclay    | Stacy McKee                 | 4. října 2018      |
| 12           | 2         | Under the Surface        | Milan Cheylov    | Tia Napolitano              | 11. října 2018     |
| 13           | 3         | Home to Hold Onto        | Tessa Blake      | Anupam Nigam                | 18. října 2018     |
| 14           | 4         | Lost and Found           | Marcus Stokes    | Jim Campolongo              | 25. října 2018     |
| 15           | 5         | Do a Little Harm...      | Sylvain White    | Angela L. Harvey            | 1. listopadu 2018  |
| 16           | 6         | Last Day on Earth        | Steve Robin      | Phillip Iscove              | 8. listopadu 2018  |
| 17           | 7         | Weather the Storm        | Oliver Bokelberg | Stacy McKee                 | 15. listopadu 2018 |
| 18           | 8         | Crash and Burn           | Paris Barclay    | Tia Napolitano              | 7. března 2019     |
| 19           | 9         | I Fought the Law         | Sydney Freeland  | Barbara Kaye Friend         | 14. března 2019    |
| 20           | 10        | Crazy Train              | Daryn Okada      | Anupam Nigam                | 21. března 2019    |
| 21           | 11        | Baby Boom                | Marcus Stokes    | Molly Green a James Leffler | 28. března 2019    |
| 22           | 12        | When It Rains, It Pours! | Ellen Pressman   | Trey Callaway               | 4. dubna 2019      |
| 23           | 13        | The Dark Night           | Stacey K. Black  | Phillip Iscove              | 11. dubna 2019     |
| 24           | 14        | Friendly Fire            | DeMane Davis     | Jim Campolongo              | 18. dubna 2019     |
| 25           | 15        | Always Ready             | Nicole Rubio     | Tia Napolitano              | 2. května 2019     |
| 26           | 16        | For Whom The Bell Tolls  | Tessa Blake      | Barbara Kaye Friend         | 9. května 2019     |
| 27           | 17        | Into the Wildfire        | Paris Barclay    | Stacy McKee                 | 16. května 2019    |

### Třetí řada (2020)
| Č. v seriálu | Č. v řadě | Původní název                             | Režie            | Scénář                          | Premiéra v USA  |
| ------------ | --------- | ----------------------------------------- | ---------------- | ------------------------------- | --------------- |
| 28           | 1         | I Know This Bar                           | Paris Barclay    | Krista Vernoff                  | 23. ledna 2020  |
| 29           | 2         | Indoor Fireworks                          | Paris Barclay    | Kiley Donovan                   | 30. ledna 2020  |
| 30           | 3         | Eulogy                                    | Eric Laneuville  | Anupam Nigam                    | 6. února 2020   |
| 31           | 4         | House Where Nobody Lives                  | Oliver Bokelberg | Meghann Plunkett                | 13. února 2020  |
| 32           | 5         | Into the Woods                            | Andy Wolk        | Tyrone Finch                    | 20. února 2020  |
| 33           | 6         | Ice Ice Baby                              | Tessa Blake      | Rob Giles                       | 27. února 2020  |
| 34           | 7         | Satellite of Love                         | Paris Barclay    | Chris Downey                    | 5. března 2020  |
| 35           | 8         | Born to Run                               | David Greenspan  | JIll Weinberger                 | 12. března 2020 |
| 36           | 9         | Poor Wandering One                        | Janice Cook      | Brian Anthony                   | 19. března 2020 |
| 37           | 10        | Something About What Happens When We Talk | Yangzom Brauen   | Krista Vernoff                  | 26. února 2020  |
| 38           | 11        | No Days Off                               | Tom Verica       | Cinque Henderson                | 2. dubna 2020   |
| 39           | 12        | I'll Be Seeing You                        | Daryn Okada      | Anupam Nigam a Meghann Plunkett | 9. dubna 2020   |
| 40           | 13        | Dream a Little Dream of Me                | Stacey K. Black  | Rob Giles                       | 16. dubna 2020  |
| 41           | 14        | The Ghosts That Haunt Me                  | Pete Chatmon     | Tyrone Finch                    | 30. dubna 2020  |
| 42           | 15        | Bad Guy                                   | DeMane Davis     | Kiley Donovan                   | 7. května 2020  |
| 43           | 16        | Louder Than a Bomb                        | Paris Barclay    | Emmylou Diaz                    | 14. května 2020 |

### Čtvrtá řada (2020–2021)
| Č. v seriálu | Č. v řadě | Původní název              | Režie               | Scénář                                                       | Premiéra v USA     |
| ------------ | --------- | -------------------------- | ------------------- | ------------------------------------------------------------ | ------------------ |
| 44           | 1         | Nothing Seems the Same     | Paris Barclay       | Kiley Donovan                                                | 12. listopadu 2020 |
| 45           | 2         | Wild World                 | Bethany Rooney      | Emmylou Diaz                                                 | 19. listopadu 2020 |
| 46           | 3         | We Are Family              | Paris Barclay       | Zaiver Sinnett                                               | 3. prosince 2020   |
| 47           | 4         | Don't Look Back in Anger   | Bethany Rooney      | Brian Anthony                                                | 10. prosince 2020  |
| 48           | 5         | Out of Control             | Michael Medico      | Tyrone Finch                                                 | 17. prosince 2020  |
| 49           | 6         | Train in Vain              | Allison Liddi-Brown | námět: Rob Giles a Meghann Plunkett scénář: Meghann Plunkett | 11. března 2021    |
| 50           | 7         | Learning to Fly            | Michael Medico      | Sam Forman                                                   | 18. března 2021    |
| 51           | 8         | Make No Mistake, He's Mine | Allison Liddi-Brown | Shalisha Francis-Feusner                                     | 25. března 2021    |
| 52           | 9         | No One Is Alone            | Stacey K. Black     | Rochelle Zimmerman                                           | 1. dubna 2021      |
| 53           | 10        | Save Yourself              | David Greenspan     | Emily Culver                                                 | 8. dubna 2021      |
| 54           | 11        | Here It Comes Again        | Karen Gaviola       | Emmylou Diaz a Tyrone Finch                                  | 15. dubna 2021     |
| 55           | 12        | Get Up, Stand Up           | Daryn Okada         | Krista Vernoff                                               | 22. dubna 2021     |
| 56           | 13        | I Guess I'm Floating       | Paris Barclay       | Daniel K. Hoh                                                | 6. května 2021     |
| 57           | 14        | Comfortably Numb           | Peter Paige         | Kiley Donovan                                                | 20. května 2021    |
| 58           | 15        | Say Her Name               | Oliver Bokelberg    | Zaiver Sinnett a Rochelle Zimmerman                          | 27. května 2021    |
| 59           | 16        | Forever and Ever, Amen     | Paris Barclay       | Kiley Donovan                                                | 3. června 2021     |

### Pátá řada (2021–2022)
| Č. v seriálu | Č. v řadě | Původní název                     | Režie              | Scénář                             | Premiéra v USA     |
| ------------ | --------- | --------------------------------- | ------------------ | ---------------------------------- | ------------------ |
| 60           | 1         | Phoenix from the Flame            | Stacey K. Black    | Krista Vernoff                     | 30. září 2021      |
| 61           | 2         | Can't Feel My Face                | Peter Paige        | Kiley Donovan                      | 7. října 2021      |
| 62           | 3         | Too Darn Hot                      | Michael Medico     | Rochelle Zimmerman                 | 14. října 2021     |
| 63           | 4         | 100% or Nothing                   | Sheelin Choksey    | Emily Culver                       | 21. října 2021     |
| 64           | 5         | Things We Lost in the Fire        | Daryn Okada        | Henry Robles                       | 11. listopadu 2021 |
| 65           | 6         | Little Girl Blue                  | Diana C. Valentine | Tyrone Finch a Meghann Plunkett    | 18. listopadu 2021 |
| 66           | 7         | A House Is Not a Home             | David Greenspan    | Leah Gonzalez                      | 9. prosince 2021   |
| 67           | 8         | All I Want for Christmas Is You   | Peter Paige        | Zaiver Sinnett                     | 16. prosince 2021  |
| 68           | 9         | tarted from the Bottom            | Paula Hunziker     | Emily Culver                       | 24. února 2022     |
| 69           | 10        | Searching for the Ghost           | Oliver Bokelberg   | Staci Okunola                      | 3. března 2022     |
| 70           | 11        | The Little Things You Do Together | Tessa Blake        | Kiley Donovan a Rochelle Zimmerman | 10. března 2022    |
| 71           | 12        | In My Tree Who's Gonna Miss Me?   | Tamika Miller      | Daniel K. Hoh                      | 17. března 2022    |
| 72           | 13        | Cold Blue Steel and Sweet Fire    | Paris Barclay      | Alex Fernandez                     | 24. března 2022    |
| 73           | 14        | Alone in the Dark                 | Stacey K. Black    | Zaiver Sinnett                     | 31. března 2022    |
| 74           | 15        | When the Party's Over             | Daryn Okada        | Meghann Plunkett                   | 7. dubna 2022      |
| 75           | 16        | Death and the Maiden              | Jason George       | Rochelle Zimmerman a Leah Gonzalez | 5. května 2022     |
| 76           | 17        | The Road You Didn't Take          | Paula Hunziker     | Henry Robles a Staci Okunola       | 12. května 2022    |
| 77           | 18        | Crawl Out Through the Fallout     | Stacey K. Black    | Kiley Donovan                      | 19. května 2022    |

### Šestá řada (2022–2023)
| Č. v seriálu | Č. v řadě | Původní název                                             | Režie              | Scénář                          | Premiéra v USA     |
| ------------ | --------- | --------------------------------------------------------- | ------------------ | ------------------------------- | ------------------ |
| 78           | 1         | Twist and Out                                             | Stacey K. Black    | Krista Vernoff a Kiley Donovan  | 6. října 2022      |
| 79           | 2         | Everybody's Got Something to Hide Except Me and My Monkey | Peter Paige        | Henry Robles                    | 13. října 2022     |
| 80           | 3         | Dancing with Our Hands Tied                               | Tamika Miller      | Daniel Arkin                    | 20. října 2022     |
| 81           | 4         | Demons                                                    | Sheelin Choksey    | Emily Culver                    | 21. října 2021     |
| 82           | 5         | Things We Lost in the Fire                                | Daryn Okada        | Henry Robles                    | 11. listopadu 2021 |
| 83           | 6         | Little Girl Blue                                          | Diana C. Valentine | Tyrone Finch a Meghann Plunkett | 18. listopadu 2021 |
| 84           | 7         | A House Is Not a Home                                     | David Greenspan    | Leah Gonzalez                   | 9. prosince 2021   |
| 85           | 8         | All I Want for Christmas Is You                           | Peter Paige        | Zaiver Sinnett                  | 16. prosince 2021  |
| 86           | 9         | tarted from the Bottom                                    | Paula Hunziker     | Emily Culver                    | 24. února 2022     |
| 87           | 10        | Searching for the Ghost                                   | Oliver Bokelberg   | Staci Okunola                   | 3. března 2022     |
| 88           | 11        | Searching for the Ghost                                   | Oliver Bokelberg   | Staci Okunola                   | 3. března 2022     |
| 89           | 12        | Searching for the Ghost                                   | Oliver Bokelberg   | Staci Okunola                   | 3. března 2022     |
| 90           | 13        | Searching for the Ghost                                   | Oliver Bokelberg   | Staci Okunola                   | 3. března 2022     |
| 91           | 14        | Searching for the Ghost                                   | Oliver Bokelberg   | Staci Okunola                   | 3. března 2022     |
| 92           | 15        | Searching for the Ghost                                   | Oliver Bokelberg   | Staci Okunola                   | 3. března 2022     |
| 93           | 16        | Searching for the Ghost                                   | Oliver Bokelberg   | Staci Okunola                   | 3. března 2022     |
| 94           | 17        | All These Things That I've Done                           | Yangzom Brauen     | Staci Okunola a Leah Gonzalez   | 3. března 2022     |
| 95           | 18        | Glamorous Life                                            | Stacey K. Black    | Zoanne Clack                    | 18. května 2023    |

### Sedmá řada (2024)
| Č. v seriálu | Č. v řadě | Původní název                   | Režie              | Scénář                          | Premiéra v USA     |
| ------------ | --------- | ------------------------------- | ------------------ | ------------------------------- | ------------------ |
| 96           | 1         | Phoenix from the Flame          | Stacey K. Black    | Krista Vernoff                  | 30. září 2021      |
| 97           | 2         | Can't Feel My Face              | Peter Paige        | Kiley Donovan                   | 7. října 2021      |
| 98           | 3         | Too Darn Hot                    | Michael Medico     | Rochelle Zimmerman              | 14. října 2021     |
| 99           | 4         | 100% or Nothing                 | Sheelin Choksey    | Emily Culver                    | 21. října 2021     |
| 100          | 5         | Things We Lost in the Fire      | Daryn Okada        | Henry Robles                    | 11. listopadu 2021 |
| 101          | 6         | Little Girl Blue                | Diana C. Valentine | Tyrone Finch a Meghann Plunkett | 18. listopadu 2021 |
| 102          | 7         | A House Is Not a Home           | David Greenspan    | Leah Gonzalez                   | 9. prosince 2021   |
| 103          | 8         | All I Want for Christmas Is You | Peter Paige        | Zaiver Sinnett                  | 16. prosince 2021  |
| 104          | 9         | tarted from the Bottom          | Paula Hunziker     | Emily Culver                    | 24. února 2022     |
| 105          | 10        | Searching for the Ghost         | Oliver Bokelberg   | Staci Okunola                   | 3. března 2022     |